# 2 St Vincent Place

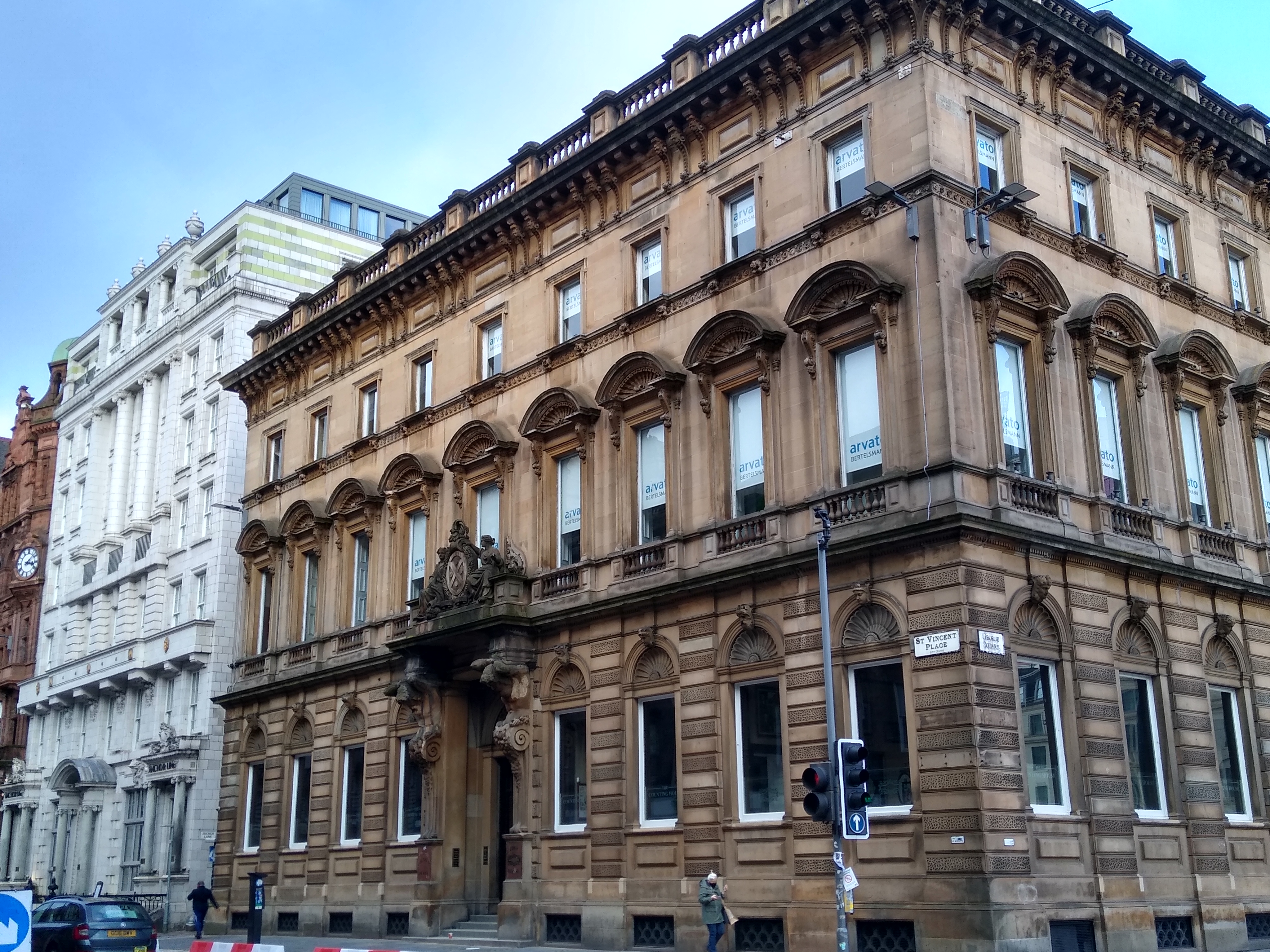
2 St Vincent Place

Unter der Adresse 2 St Vincent Place in der schottischen Stadt Glasgow befindet sich ein Geschäftsgebäude. 1966 wurde das Bauwerk in die schottischen Denkmallisten in der höchsten Denkmalkategorie A aufgenommen.

## Geschichte
Mit dem Bau des Eckhauses 2 St Vincent Place für die Bank of Scotland im Jahre 1870 wurde mit der Gestaltung der heutigen Westflanke des George Square begonnen. 1874 beziehungsweise 1875 folgten die Gebäude 24 George Square und das Merchants’ House, welche die Flanke komplettierten. Für den Entwurf zeichnet der schottische Architekt John Thomas Rochead verantwortlich, der jedoch noch vor Fertigstellung schwer erkrankte. David Bryce leitete daher die letzte Bauphase. Im Laufe der 1920er Jahre führte Andrew Balfour eine Überarbeitung aus.

## Beschreibung
Das dreistöckige Eckhaus steht an der Westseite des George Square an der Einmündung des St Vincent Place. Es reicht bis zur rückwärtig verlaufenden Anchor Lane. Die dem George Square zugewandte ostexponierte Fassade des Neorenaissancebauwerks ist sieben Achsen, die Südfassade hingegen neun Achsen weit. Im Bereich des Erdgeschosses ist das Mauerwerk rustiziert und als abfolgende Bänder gestaltet. Das zweiflüglige Hauptportal am St Vincent Place ist aufwändig ausgestaltet. Es schließt mit einer Muschelornamentik im rundbögigen Kämpfer, die an den Kämpfern der Fenster im Erdgeschoss und den Tympana der Verdachungen im ersten Obergeschoss wieder aufgegriffen wird. Von William Mossman skulpturierte Atlanten tragen das abschließende Wappen der Bank of Scotland, das in die Balustrade des kleinen Balkons oberhalb des Portals eingearbeitet ist. Die schlichteren Fenster im zweiten Obergeschoss ziert ein skulpturiertes Fenstergesims. Die Fassaden schließen mit einem auf ornamentierten Konsolen weit ausladenden Kranzgesimse mit Zahnschnitt.